# Fernando Ochoaizpur
Fernando Néstor Ochoaizpur Iturain (Buenos Aires, 18 de março de 1971) é um ex-futebolista boliviano, nascido na Argentina. 

## Carreira
Em 17 anos como atleta profissional, jogou em clubes de seu país natal (Estudiantes, San Martín de San Juan, Sarmiento e Independiente de Chivilcoy, último clube de sua carreira), da Bolívia (San José, Oriente Petrolero e Bolívar), do México (San Luis e UNAM Pumas), do Peru (Universitario) e do Equador (Delfín e Técnico Universitario). Encerrou sua carreira em 2007.

## Seleção
Atuou também pela Seleção Boliviana, entre 1996 e 1999, ano em que disputou sua única edição de Copa América.